# Лабенцкий, Ян
Ян Лабенцкий (пол. Jan Łabęcki; 21 мая 1943, Гура, Сувальщина, ныне Подляское воеводство, Сувалкский повят) — польский рабочий, сварщик Гданьской судоверфи, в 1981—1982 — член Политбюро ЦК ПОРП. Считался в партийном руководстве представителем рабочего класса и «либерального крыла». Выступал за диалог и сотрудничество с профсоюзом Солидарность, участвовал в деятельности «горизонтальных структур», но принял режим военного положения. В Третьей Речи Посполитой занялся агробизнесом.

## Судоверфь и партаппарат
Родился в крестьянской семье. С детства мечтал стать моряком, но не был зачислен во флот. Поступил работать на Гданьскую судоверфь имени Ленина. Был сварщиком, контролёром качества, бригадиром сварщиков. С 1968 состоял в правящей компартии ПОРП.
В общественных вопросах Ян Лабенцкий ориентировался на инженера Клеменса Гнеха, будущего директора верфи. Член ПОРП Гнех был в целом лоялен властям ПНР, но старался по возможности отстаивать интересы рабочего коллектива. В 1970, во время рабочих протестов, Лабенцкий работал в цехе, начальником которого был Гнех. Вместе с Гнехом вошёл в состав забастовочного комитета. Участвовал в выдвижении требований, но воздерживался от уличных выступлений.
Ян Лабенцкий был активистом и должностным лицом парторганизации верфи. В 1974—1979 занимал различные посты в цеховых парткомах, в том числе секретаря по идеологии в цехе K2 и первого секретаря в цехе K5. Придерживался близких Гнеху позиций в духе «герековского либерализма». Известно, что рабочий его бригады Ежи Боровчак состоял в Свободных профсоюзах Побережья. Лабенцкий был от этого далёк, но и не строил препятствий Боровчаку. В феврале 1980 Ян Лабенцкий как «представитель рабочего класса» был кооптирован в ЦК ПОРП.

## Партийный «либерал»
В августе 1980 Гданьская судоверфь стала главным очагом и историческим символом движения Солидарность. Здесь было подписано самое известное из Августовских соглашений. Ян Лабенцкий сыграл в событиях немаловажную роль. Во время забастовки он поддержал Леха Валенсу в полемике с радикальными антикоммунистами, типа Анны Валентынович, помог ему закрепить лидерство в Межзаводском забастовочном комитете. Лидер независимого профсоюза Валенса занимал относительно умеренную позицию в противостоянии с ПОРП. С другой стороны, первый секретарь Гданьского воеводского комитета ПОРП Тадеуш Фишбах выступал за диалог и компромисс с «Солидарностью». В таких условиях перед Яном Лабенцким открывались широкие политические перспективы.
В «Солидарность» Лабецкий не входил, позиционировался на платформе ПОРП. Но в партии он выступал с «либерально-реформистских» позиций. Подчёркивал позитивное значение «Солидарности», предлагал сотрудничество партии с профсоюзом. Ставил в пример парторганизацию судоверфи, где, по его словам 80 % коммунистов состояли в «Солидарности». Призывал к радикальной внутрипартийной демократизации. Участвовал в торуньской конференции «горизонтальных структур ПОРП». Впоследствии Лабенцкий объяснял свои тогдашние надежды на обновление системы «наивностью молодости».
После IX чрезвычайного съезда ПОРП был кооптирован в Политбюро. 37-летний Лабенцкий являлся самым молодым членом высшего органа партийной власти. Вместе с варшавским социологом Хиеронимом Кубяком, силезским шахтёром Ежи Романиком, радомской кожевенницей Зофией Гжиб гданьский судостроитель Ян Лабенцкий считался «либеральным крылом Политбюро». Принадлежность Лабенцкого к «колыбели и оплоту „Солидарности“» имела особое значение для реальных руководителей партии.

## Сдвиг к «бетону»
Ян Лабенцкий ориентировался в партийно-государственном руководстве на таких деятелей, как Мечислав Раковский, Казимеж Барциковский, Тадеуш Чехович. Полностью поддерживал первого секретаря ЦК ПОРП Станислава Каню, затем его преемника Войцеха Ярузельского. Вёл энергичную полемику со сталинистским «партийным бетоном». В партийном жаргоне возникло даже выражение «банда четырёх», подразумевающая Барциковского, Чеховича, Кубяка и Лабенцкого. К принятию решений Лабенцкий не допускался (как и другие «либералы»), но его публичное противостояние с деятелями типа Альбина Сивака и Тадеуша Грабского создавало нужный руководству политический фон. Иногда «либерализм» заходил слишком далеко — например, Лабенцкий говорил о необходимости объясниться с обществом по таким событиям, как польский поход РККА и Катынский расстрел. В таких случаях генерал Ярузельский быстро его одёргивал.
Но по мере обострения ситуации Ян Лабенцкий сам сдвигался на позиции «бетона». Образно говоря, между судоверфью и партией он выбирал партию. Осенью 1981 года на заседаниях Политбюро Лабенцкий предлагал формировать партийное ополчение для «отпора „Солидарности“», выступал в унисон с министром внутренних дел Чеславом Кищаком и лидерами «бетона» — Стефаном Ольшовским, Мирославом Милевским, Казимежем Цыпрыняком. Однако он всё же рекомендовал «разделять рабочее большинство „Солидарности“ и меньшинство экстремистов». Для этого Лабенцкий предлагал «поддерживать Валенсу, а с такими, как Буяк, Рулевский, Розплоховский, не разговаривать вообще». 1 декабря 1981, во время забастовки курсантов Высшего пожарного училища в Варшаве, поддержанной «Солидарностью», Лабенцкий призывал «дать решительный ответ, закрыть училище, молодёжь отправить в армию».
Ян Лабенцкий, как подавляющее большинство партийных «либералов» (в том числе Фишбах, Кубяк, Романик) принял военное положение 13 декабря 1981. Однако Лабенцкий считал невозможным запрет и роспуск многомиллионной «Солидарности». В этом смысле он высказался на заседании Политбюро 22 декабря. Ярузельский ответил, что «вопрос о ликвидации не стоит, но „Солидарность“ должна стать совсем другой и не такой многочисленной». Логика событий вела ко всё большему ужесточению военно-партийного режима. Когда 8 октября 1982 сейм ПНР принял новый закон о профсоюзах, официально запретивший «Солидарность», Лабенцкий уже не возражал.

## Из политики в бизнес
Деятели «бетона» не забыли и не простили Яну Лабенцкому прежнего «либерализма». Уже в июле 1982 он был выведен из Политбюро, хотя оставался членом ЦК и первым секретарём парторганизации судоверфи. В кругах Раковского и Барциковского с ним связывались планы создать «партийного анти-Валенсу» — лояльного властям лидера из рабочей среды. Лабенцкий организовал в 1983 приезды на верфь вице-премьера Раковского. Это мероприятие никак не повысило авторитет ПОРП среди рабочих. Вскоре Лабенцкий был снят с поста заводского секретаря, а в 1986 выведен из ЦК.
В новой забастовочной волне 1988 Ян Лабенцкий не принимал значимого участия. Не был он привлечён и к Круглому столу. На первых альтернативных выборах 4 июня 1989 баллотировался в «контрактный сейм» по квоте ПОРП. Пребывание в тени во время военного положения, казалось, давало шансы. Однако он не получил поддержки влиятельных партийных «либералов» и потерпел поражение от бывшего союзника Фишбаха.
После этого Ян Лабенцкий оставил политическую деятельность. В Третьей Речи Посполитой он занялся сельскохозяйственным предпринимательством, учредив фирму в небольшом селе Вислина (Гданьский повят). Первоначально бизнес состоял в разведении коров на территории бывшего госхоза, затем в конструировании и ремонте сельхозтехники. Комментаторы саркастично зачислили бывшего члены Политбюро в «красные капиталисты».